# Edmond Dapples
Edmond Charles Francis Dapples (Genova, 1834 – Grezzano (Borgo San Lorenzo), 1914) è stato un medico e agronomo svizzero, noto per la sua attività di rimboschimento e sviluppo agricolo nella regione del Mugello.

## Biografia

### Origini e carriera medica
Edmond Charles Francis Dapples nacque a Genova nel 1834 da Jean Christian Dapples e da Carolina Fiers, ultimo dei figli dopo Henri Gustav e Alfredo Martino. Apparteneva a un ramo della famiglia svizzera di banchieri Dapples, originaria del Canton Vaud, che si era trasferita a Genova nel 1820 per sviluppare le proprie attività economiche.
Si era sposato a Torre Pellice il 31 luglio 1868 con Elvire Susanne Caroline Henriette Bert, figlia di un pastore valdese. I due ebbero l'unica figlia Elvire nata a Genova nel 1870.
Iniziò la sua carriera come chirurgo, ma, profondamente segnato nel 1880 dalla morte della moglie Elvire, perse fiducia nella medicina e decise di abbandonare la professione per dedicarsi completamente all'agricoltura e alla selvicoltura.

## La Fattoria di Grezzano e la "Piccola Svizzera Mugellana"

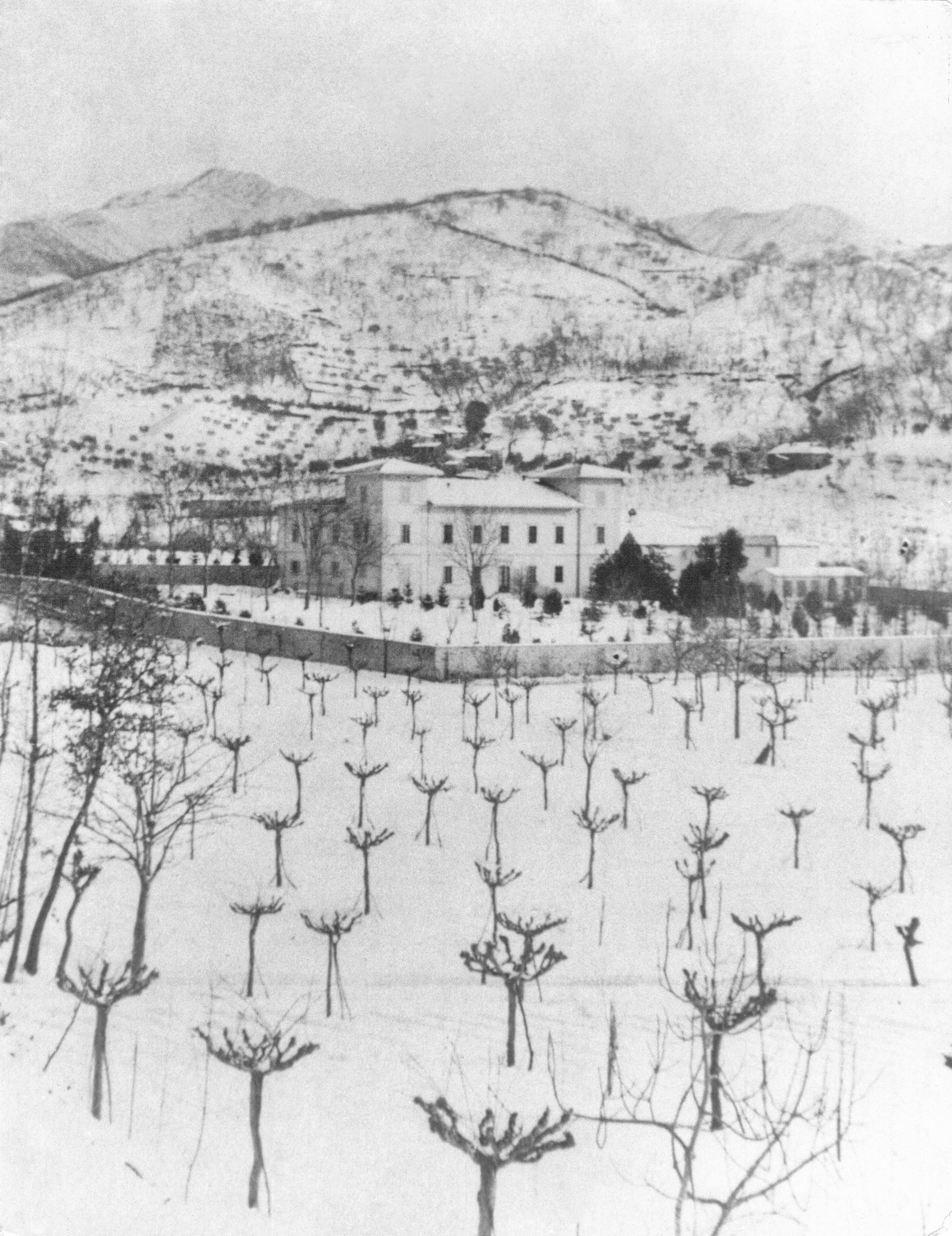
La VIlla Dapples nel 1904 a Grezzano (Borgo San Lorenzo). È possibile vedere il vivaio e il disboscamento delle montagne circostanti.

Nel 1886, attratto dalla fiorente comunità svizzera presente a Firenze nel XIX secolo, acquistò una villa, oggi nota come Villa Dapples, e delle fattorie a Grezzano nel Mugello, per 242.000 lire. Qui si dedicò alla modernizzazione dell’agricoltura e alla riforestazione della zona, tanto che la proprietà divenne nota come la Piccola Svizzera Mugellana.
Collaborò con diversi nipoti, tra cui Henri Dapples, noto calciatore del Genoa Cricket and Football Club, Charles e Louis Dapples, che continuarono il suo lavoro dopo la sua morte. Louis, in particolare, fu amministratore delegato della Nestlé, mentre Charles promosse la conservazione fotografica della tenuta e delle opere di rimboschimento.
Dapples trasformò la proprietà, espandendola significativamente e introducendo tecniche agrarie innovative per l’epoca. Fu un pioniere nel rimboschimento della zona e avviò coltivazioni all’avanguardia. Sotto la gestione della famiglia Dapples, la tenuta subì una trasformazione significativa, passando da un modello pastorale a un indirizzo agro-forestale, con una maggiore attenzione ai boschi rispetto alla zootecnia, probabilmente a causa della scarsa fertilità dei terreni.
Quando il Dapples era arrivato nel Mugello, la situazione idrogeologica era compromessa a causa della normativa forestale leopoldina, troppo permissiva e inadeguata a garantire la conservazione del manto boschivo e la stabilità del territorio. La famiglia andò contro tendenza rispetto alla mentalità dei possidenti toscani e passò ad un rimboschimento dei terreni e delle montagne.
Nel 1911 la tenuta Dapples ammontava a più di 750 ettari di cui 280 di bosco, 320 di pascoli e 150 di campi coltivati. Infatti il Dapples, per evitare conflitti con i pastori dell'area, comprava i terreni che andava poi a coltivare a bosco.
Nel 1914 aveva rimboschito già 300 ettari di montagna un tempo ridotta ad una pietraia.
Anche l'attuale Museo Casa d'Erci di Grezzano fu tra le fattorie acquistate dal Dapples nel 1886 e per questo ben conservato fino ad oggi.
Alla sua morte, nel 1914, la gestione delle tenute di Grezzano passò all'unica sua figlia Elvire Dapples.

## Archivio Dapples
A documentazione dell'attività svolta esiste un archivio fotografico custodito presso il Museo Casa d'Erci composto da circa 500 fotografie scattate tra il 1904 e il 1951. L'archivio documenta la vita agricola della zona del Mugello in quegli anni. Il materiale era stato donato dagli ultimi discendenti della famiglia Dapples prima di lasciare Grezzano.